# Роберт II д’Артуа

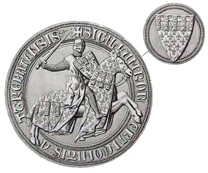

Роберт II Благородный (фр. Robert II d'Artois; август 1250 — 11 июля 1302, Кортрейк) — граф Артуа (с рождения, наследовал умершему ранее отцу) и сеньор Конша (по первой жене), сын графа Артуа Роберта I Доброго, и Матильды Брабантской. Приближённый французских королей Людовика IX Святого, Филиппа III Смелого и Филиппа IV Красивого, командовал французской армией во время войн с Фландрией (1297—1302).

## Биография
Роберт родился во время Седьмого крестового похода в египетской Эль-Мансуре через несколько дней после гибели его отца Роберта I Доброго. В 1270 году он принял участие в крестовом походе в Тунис и отличился особой жестокостью к мусульманам, стремясь отомстить за смерть отца.
Его сестра Бланка д’Артуа вышла замуж за Генриха I Наваррского, который умер в 1274 году, оставив трехлетнюю дочь, будущую Иоанну I Наваррскую. Чтобы избежать борьбы за власть и регентства, Бланка укрылась во Франции. Тогда король Филипп III поручил своему двоюродному брату Роберту д'Артуа задачу восстановления мира в соседнем королевстве. Роберт осадил и захватил Памплону, восстановив авторитет королевы.
После Сицилийской вечерни (1282) Роберт д'Артуа отправился в Италию, чтобы помочь своему дяде Карлу I Анжуйскому. При смерти Карла I он был назначен регентом Неаполитанского королевства, поскольку король Карл II все еще находился в плену у Педро III, короля Арагона. Роберт занимал эту должность до освобождения Карла, заключившего соглашение с королем Арагона (1289). Далее Роберт оставался в Неаполе до 1291 года, когда, вероятно, вернулся во Францию.
Король Филипп IV отправил Роберта в 1296 году на войну против англичан, сначала в Гиень, затем во Фландрию. Роберт разбил фламандцев 13 августа 1297 года в битве под Ферне, но его сын Филипп получил серьезные ранения и умер в следующем году. Сам Роберт пал 11 июля 1302 года в битве при Куртре.
После его смерти графство Артуа стало предметом длительной тяжбы между его дочерью Матильдой д’Артуа и внуком Робертом III. Верх в споре одержала Матильда, ставшая графиней д'Артуа и первой женщиной — пэром Франции (1309).

## Семья
Был женат трижды:
- в 1262 году на Амиции де Куртене[англ.] (1250—1275), даме Конша, дочери Пьера де Куртене[англ.], сеньора Конша и Меэна, одного из сыновей Роберта де Куртенэ, сеньора де Шампиньеля (1168-1239), от которой имел троих детей:
  - Матильда д’Артуа (ок. 1268 — 1329), графиня д’Артуа,
  - Филипп д’Артуа (1269—1298), сеньор Конша,
  - Роберт, родился в 1271 году, умер в детстве.
- в 1277 году на Агнессе Бурбон (1237—1288), дочери Аршамбо IX де Бурбона;
- в 1298 году на Маргарите д’Авен (ум. в 1342 году), дочери Иоанна II Доброго, графа Голландии.